# 西永山車站
西永山車站（日语：／ Nishi-nagayama eki */?）是位於北海道旭川市永山的日本國有鐵道（國鐵）宗谷本線的鐵路車站（已廢止）。
在1967年（昭和42年）車站被廢止後，於1968年（昭和43件）在車站南方約600米處開設北旭川站（貨物車站）並開始營運貨物業務。而車站的遺址則興建了北旭川站的車站大樓。

## 歷史
- 1955年（昭和30年）12月2日 - 西永山臨時乘降場（にしながやまかりじょうこうじょう）開始營運。
- 1959年（昭和34年）11月1日 - 由臨時乘降場升格為車站。
- 1967年（昭和42年）11月1日 - 被廢止。
- 1968年（昭和43年）10月1日 - 車站的遺址開設北旭川站（貨物車站）。

## 周邊
當時車站周圍主要有農地及少量民居。
- 國道12號
- 國道39號
- 北海道道761号北旭川停车场永山线
- 日本通運旭川總合分店旭川分店貨櫃中心
- 明治乳業旭川工廠

## 鄰近車站
日本國有鐵道
宗谷本線
新旭川站（A30） - 西永山站 - 永山站（W31）